# Tonikaku Kawaii
Tonikaku Kawaii (トニカクカワイイ); còn gọi tắt là Tonikawa (トニカワ), có tên là Fly me to the moon: Tóm lại là em dễ thương, được chưa? trong ấn bản tiếng Việt, là một bộ shōnen manga Nhật Bản được viết và minh họa bởi Hata Kenjiro. Truyện được phát hành thành series trên tạp chí Weekly Shōnen Sunday của nhà xuất bản Shogakukan vào tháng 2 năm 2018. Cốt truyện xoay quanh cậu thiếu niên thiên tài Yuzaki Nasa và sự phát triển mối quan hệ với người vợ trẻ của anh, Tsukasa - người đã cứu anh trong vụ tông xe ở mở đầu truyện.
Mùa đầu tiên của series anime chuyển thể sản xuất bởi Seven Arcs lên sóng từ tháng 10 đến tháng 12 năm 2020, một tập OVA đã được phát hành vào ngày 18 tháng 8 năm 2021. Mùa 2 được công bố vào ngày 5 tháng 11 năm 2021 thông qua trang bìa của tạp chí Weekly Shonen Jump và lên sóng vào tháng 4 năm 2023.

## Cốt truyện
Yuzaki Nasa, bị một chiếc xe tải đâm vào ngày thi vào trường trung học. Anh gặp và theo dõi một cô gái xinh đẹp vừa cứu anh, thổ lộ tình yêu của anh dành cho cô tại một trạm xe buýt. Cô gái ấy, Tsukuyomi Tsukasa, đồng ý trở thành bạn gái của anh, nhưng với điều kiện là họ phải kết hôn trước. Khi Nasa, trước đây đã quyết định không học cao trung, đến sinh nhật lần thứ 18, anh vẫn đang suy nghĩ về lời hứa vào ngày hôm đó. Đột nhiên, Tsukasa xuất hiện ở ngưỡng cửa nhà của anh với một tờ đơn kết hôn, bắt đầu mối quan hệ hôn nhân của họ. Mặc dù em gái nuôi của Tsukasa không chịu chấp nhận mối quan hệ này, Tsukasa vẫn dẫn Nasa đến gặp gia đình cô.
Khi mối quan hệ của Nasa và Tsukasa phát triển, họ bắt đầu trở nên thân thiết hơn. Cặp đôi bắt đầu nắm tay, ôm nhau và hôn nhau cho đến Chương 14. Xuyên suốt các chương trước của manga, một nhân vật phụ tên là Arisugawa Aya, người đã phải lòng Nasa, tin rằng Nasa và Tsukasa chỉ đơn giản là thành viên trong gia đình, không kết hôn. Khi cô biết rằng họ là vợ chồng, cô đã phải chịu một cú sốc nhưng cuối cùng đành đồng ý và ủng hộ mối quan hệ của Nasa.
Bộ truyện tranh cũng chứa đầy các tài liệu tham khảo cho các tác phẩm văn hóa khác, như Fate/stay night, Sharknado, Chiến tranh giữa các vì sao, Terminator, Lum và The Human Centipede. Nó cũng xuất hiện một số hình ảnh và nhân vật tương đồng với các tác phẩm trước đây của Hata, như Chàng quản gia.

## Nhân vật
Tsukuyomi Tsukasa/ Yuzaki Tsukasa (Tên bên chồng) (月読 司)
Lồng tiếng bởi: Kitō Akari
Nữ chính của truyện. Cô là người "dễ thương" như Nasa miêu ta cũng như có địa vị. Sau khi cứu Nasa, cô đồng ý với lời tỏ tình của anh chỉ khi anh đồng ý cưới cô. Biến mất trong hai năm, cô trở về bên Nasa với những giấy tờ cần thiết để hợp pháp hóa mối quan hệ của họ. Trong những chương đầu, cô đưa ra quan điểm về việc thay đổi tên hợp pháp khi trở thành vợ của Nasa, trêu chọc anh rằng cô bây giờ có tên là Yuzaki Tsukasa. Xuyên suốt câu chuyện, bao quanh cô là các lớp bí ẩn và đã có nhiều so sánh về sự tương đồng của cô với Công chúa Kaguya. Cho đến những chương truyện được phát hành vào tháng 3 năm 2021, sự thật về Tsukasa chính thức được tiết lộ. Cô là người bất tử, đã sống khoảng 1400 năm (hay theo cô là mình "trải qua tuổi 16 với 1400 lần") và là con của một thuộc hạ của vị Thiên hoàng trong câu chuyện Nàng tiên ống tre. Khi đó, Tsukasa đang cận kề cái chết hơn bao giờ hết khi vừa bước sang tuổi 16. Vị quan ấy đã cho Tsukasa uống thuốc ấy mà không nghĩ tới việc cô trở thành người không bao giờ có thể chết, mà theo lời của cô là "sự bắt đầu của chuyến hành trình cô độc không có hồi kết". Tên khai sinh của cô không được tiết lộ, còn cái tên Tsukasa là do Thái tử Shotoku đặt cho khi hai người tình cờ gặp nhau. Ngoài ra, cô không bao giờ coi ai là gia đình từ sau vụ việc 1400 năm trước, cho đến khi Nasa cầu hôn cô.
Yuzaki Nasa (由崎 星空)
Lồng tiếng bởi: Enoki Jun'ya, Umeka Shõji (bé),
Nam chính của truyện. Tên Hán tự của anh là 星空 (Tinh Không - "bầu trời đầy sao") bình thường sẽ đọc là "Hoshizora" (ほしぞら), nhưng vì muốn anh trở nên vĩ đại như vũ trụ, bố anh lại đặt cách đọc là "Nasa" (なさ) từ tên của Cơ quan Hàng không và Vũ trụ Hoa Kỳ (gọi tắt là NASA), khiến anh luôn bị trêu chọc và phải cố gắng học thật giỏi chỉ để cho xứng với cái tên này. Anh có một cuộc gặp gỡ định mệnh với Tsukasa trong một tai nạn giao thông nhưng đã được cô cứu. Anh thổ lộ tình yêu với Tsukasa, cô đồng ý với điều kiện anh kết hôn với cô ngay khi đủ tuổi, và Nasa lập tức đáp lại bằng một từ "có" không do dự. Hai năm sau, Nasa tái hợp với Tsukasa kết hôn và bắt đầu cuộc sống vợ chồng.
Arisugawa Kaname (有栖川 要)
Lồng tiếng bởi: Serizawa Yū
Đàn em của Nasa và là người quản lý chính của nhà tắm công cộng Arisagawa, cô là người ủng hộ mạnh mẽ nhất về mối quan hệ của Nasa đến mức cô giáo dục cả Nasa và Tsukasa bằng cách thúc đẩy mối quan hệ của họ, cũng như cố gắng tạo ra những tình huống để đẩy nhanh mối quan hệ.
Arisugawa Aya (有栖川 綾)
Lồng tiếng bởi: Uesaka Sumire
Bạn cùng lớp của Nasa và một người đầu óc bã đậu, cô có tình cảm đặc biệt với Nasa. Dù vậy, khi cô hiểu hoàn cảnh, cô đã hoàn toàn ủng hộ mối quan hệ của anh với Tsukasa.
Kaginoji Chitose (鍵ノ寺 千歳)
Lồng tiếng bởi: Kohara Konomi
Họ hàng của Tsukasa, người đã nhận Tsukasa là chị gái. Cô ghen tị và không chấp nhận việc Tsukasa và Nasa kết hôn với nhau, vì thế đã có nhiều hành động có phần "hài hước" nhằm mục đích khiến 2 người chia tay. Tuy nhiên sau khi tìm hiểu về Nasa, cô đã tỏ ra chấp nhận và thoải mái hơn. Mối quan hệ của cô và Tsukasa chưa rõ ràng, mặc dù đều có chung một người cô, Tokiko.
Charlotte (シャーロット Shārotto)
Lồng tiếng bởi: Õwada Hitomi
Người hầu gái của Chitose.
Aurora (アウロラ)
Lồng tiếng bởi: Nagaku Yuki
Người hầu gái của Chitose.
Ginga Onimaru (鬼丸 銀河, Onimaru Ginga)
Lồng tiếng bởi: Kazuyuki Okitsu
Anh họ của Nasa. Anh rất cao và luôn mặc vest lịch sự dù mới chỉ là học sinh. Anh có mái tóc ngắn thẳng, luôn có vẻ ngoài nghiêm túc vì muốn hành động cứng rắn. Cách nói chuyện của anh rất lạ, luôn khiến mọi người hiểu lầm rằng anh là yakuza dù sự thật chỉ là học sinh. Giọng điệu của anh lại vừa hung hăng, hay gọi những thứ bình thường theo cách rất côn đồ, coi trường học là "đường phố" hay "sân cỏ", các cuộc gặp là "cuộc chiến băng đảng", lớp học là "băng đảng", và vân vân nhưng thay vào đó anh có trái tim rất trong sáng khi giúp đỡ nhiều người lạ từ những nhiệm vụ đơn giản đến giúp đỡ họ khỏi nguy hiểm, thích bảo vệ mọi người và tôn trọng người khác.
Kaguya Gekkō (月光 輝夜, Gekkō Kaguya)
Lồng tiếng bởi: Ayane Sakura
Là nữ sinh cuối cấp trung học. Cô có mái tóc dài màu tím nhạt và luôn đeo khẩu trang. Cô rất thông minh, có thể dễ dàng tính toán quỹ đạo của một tên lửa hướng tới mặt trăng. Ngược lại, cô có tính cách rất kỳ quặc và thờ ơ với nhiều thứ, và còn rất bừa bộn. Cô từng sống với một người ông và bà, nhưng rồi một ngày họ biến mất. Quá khứ của cô có mối liên hệ chặt chẽ với Tsukasa.
Yaiba Hirogane (白銀 刃, Shiragane Yaiba)
Lồng tiếng bởi: Rika Nagae
Là một cô gái 16 tuổi đang theo học tại trường trung học nữ sinh Otogi (Nasa đang nhận công việc thầy giáo dạy) và cô là lớp trưởng, cô có mái tóc ngắn gợn sóng và chủ yếu mặc đồng phục. Trái tim của Shiragane đã bị một gã cộc cằn (là Ginga) lấy đi và cô đang rất cần lời khuyên. Cô đã chọn Nasa làm cố vấn tình yêu cho mình.
Haru Miyako (都 春, Miyako Haru)
Lồng tiếng bởi: Coco Hayashi
Cô là một cô gái 16 tuổi đang theo học tại trường trung học nữ sinh Otogi. Cha mẹ cô rất giàu có và cô là học sinh danh dự của trường. Cô thực sự thích ramen và có một blog về nó. Về cơ bản, cô ăn rất nhiều ramen ở các nhà hàng khác nhau.
Mishio Usa (宇佐 美潮, Usa Mishio)
Lồng tiếng bởi: Hina Yōmiya
Usa là học sinh của trường trung học nữ sinh Otogi. Tóc của Usa được búi cao, có hai lọn tóc buông xõa ở phía trước. Cô thường xuất hiện trong bộ đồng phục Otogi và đeo kính hình bầu dục. Cô được biết đến là một người khá hướng ngoại và năng động.
Hotaru Kurenai (紅 蛍, Kurenai Hotaru)
Lồng tiếng bởi: Ayane Matsuda
Cô là học sinh cuối cấp và có mái tóc dài vừa phải. Người ta thường thấy cô đeo tai nghe quanh cổ. Kurenai là một người điềm tĩnh và thân thiện, thích lãng mạn. Cô muốn trở thành ca sĩ khi lớn lên nhưng cũng tỏ ra thích trở thành một diễn viên hài.
Hakase Inukai (犬養 葉加瀬, Inukai Hakase)
Lồng tiếng bởi: Hitomi Ueda
Hakase là học sinh của trường trung học nữ sinh Otogi. Cô là một người rất điềm tĩnh và có nhiều tham vọng. Ngoài ra, cô thường là người dẫn đầu thường xuyên nhất. Hakase có mái tóc dài mà cô thường xõa xuống nhưng đã từng buộc tóc đuôi ngựa một lần. Cô cũng mặc đồng phục Otogi.
Jessie Nikotama (二子玉 ジェシー, Nikotama Jeshī)
Lồng tiếng bởi: Kaori Maeda
Jessie là học sinh của trường trung học nữ sinh Otogi. Cô là một người thẳng thắn và có vẻ khá dễ sợ hãi. Jessie có hai búi tóc ở hai bên đầu và thường đeo rất nhiều phụ kiện và khuyên tai. Đôi mắt của cô trông có vẻ khó chịu hầu hết thời gian. Ngoài ra, Jessie còn mặc một chiếc áo khoác bên ngoài bộ đồng phục Otogi của mình.

## Phương tiện truyền thông

### Manga
Tonikaku Kawaii được viết và minh họa bởi Hata Kenjiro. Bộ truyện bắt đầu xuất bản series từ số phát hành thứ 12 năm 2018 của tạp chí Weekly Shōnen Sunday của nhà xuất bản Shogakukan, đã ra mắt bằng hai chương vào ngày 14 tháng 2 năm 2018. Shogakukan đã biên soạn các chương thành các tập tankōbon riêng lẻ, với tập đầu tiên được xuất bản vào ngày 18 tháng 5 năm 2018. Với việc phát hành tập thứ hai vào ngày 17 tháng 8 năm 2018, một video quảng cáo đã được phát hành cho Tonikaku Kawaii có sự tham gia của nhóm nhạc Nhật Bản Earphones. Tính đến ngày 18 tháng 6 năm 2025, ba mươi hai tập tankoubon đã được xuất bản.
Vào tháng 2 năm 2020, Viz Media tuyên bố rằng họ đã mua bản quyền cho manga phát hành tiếng Anh. Tại Việt Nam, bộ truyện được Thái Hà Books mua bản quyền và bắt đầu phát hành từ tháng 6 năm 2022.
| #                                                                                            | Phát hành ja           | Phát hành ja      | Phát hành Tiếng Việt   | Phát hành Tiếng Việt |
| #                                                                                            | Ngày phát hành         | ISBN              | Ngày phát hành         | ISBN                 |
| -------------------------------------------------------------------------------------------- | ---------------------- | ----------------- | ---------------------- | -------------------- |
| 01                                                                                           | Ngày 18 tháng 5, 2018  | 978-4-09-128263-7 | Tháng 6, 2022          | 978-604-374-560-3    |
| 02                                                                                           | Ngày 17 tháng 8, 2018  | 978-4-09-128384-9 | Ngày 13 tháng 8, 2022  | 978-604-374-743-0    |
| 03                                                                                           | Ngày 18 tháng 10, 2018 | 978-4-09-128557-7 | Ngày 7 tháng 10, 2022  | 978-604-382-218-2    |
| 04                                                                                           | Ngày 18 tháng 1, 2019  | 978-4-09-128778-6 | Ngày 11 tháng 12, 2022 | 978-604-382-637-1    |
| 05                                                                                           | Ngày 18 tháng 3, 2019  | 978-4-09-129087-8 | Ngày 24 tháng 3, 2023  | 978-604-382-740-8    |
| 06                                                                                           | Ngày 18 tháng 6, 2019  | 978-4-09-129164-6 | —                      | —                    |
| 07                                                                                           | Ngày 16 tháng 8, 2019  | 978-4-09-129315-2 | —                      | —                    |
| 08                                                                                           | Ngày 18 tháng 10, 2019 | 978-4-09-129433-3 | —                      | —                    |
| 09                                                                                           | Ngày 17 tháng 1, 2020  | 978-4-09-129544-6 | —                      | —                    |
| 10                                                                                           | Ngày 18 tháng 3, 2020  | 978-4-09-129565-1 | —                      | —                    |
| 11                                                                                           | Ngày 18 tháng 5, 2020  | 978-4-09-850070-3 | —                      | —                    |
| 12                                                                                           | Ngày 18 tháng 8, 2020  | 978-4-09-850171-7 | —                      | —                    |
| 13                                                                                           | Ngày 16 tháng 10, 2020 | 978-4-09-850269-1 | —                      | —                    |
| 14                                                                                           | Ngày 18 tháng 12, 2020 | 978-4-09-850284-4 | —                      | —                    |
| 15                                                                                           | Ngày 16 tháng 4, 2021  | 978-4-09-850396-4 | —                      | —                    |
| 16                                                                                           | Ngày 17 tháng 6, 2021  | 978-4-09-850591-3 | —                      | —                    |
| 17                                                                                           | Ngày 18 tháng 8, 2021  | 978-4-09-850641-5 | —                      | —                    |
| 18                                                                                           | Ngày 18 tháng 11, 2021 | 978-4-09-850734-4 | —                      | —                    |
| 19                                                                                           | Ngày 18 tháng 2, 2022  | 978-4-09-850871-6 | —                      | —                    |
| 20                                                                                           | Ngày 17 tháng 6, 2022  | 978-4-09-851156-3 | —                      | —                    |
| 21                                                                                           | Ngày 15 tháng 9, 2022  | 978-4-09-851263-8 | —                      | —                    |
| 22                                                                                           | Ngày 16 tháng 12, 2022 | 978-4-09-851263-8 | —                      | —                    |
| 23                                                                                           | Ngày 16 tháng 3, 2023  | 978-4-09-851770-1 | —                      | —                    |
| 24                                                                                           | Ngày 16 tháng 6, 2023  | 978-4-09-852122-7 | —                      | —                    |
| 25                                                                                           | Ngày 15 tháng 9, 2023  | 978-4-09-852841-7 | —                      | —                    |
| 26                                                                                           | Ngày 18 tháng 12, 2023 | 978-4-09-853048-9 | —                      | —                    |
| 27                                                                                           | Ngày 18 tháng 3, 2024  | 978-4-09-853176-9 | —                      | —                    |
| 28                                                                                           | Ngày 18 tháng 6, 2024  | 978-4-09-853376-3 | —                      | —                    |
| 29                                                                                           | Ngày 18 tháng 9, 2024  | 978-4-09-853572-9 | —                      | —                    |
| 30                                                                                           | Ngày 18 tháng 12, 2024 | 978-4-09-853804-1 | —                      | —                    |
| 31                                                                                           | Ngày 18 tháng 3, 2025  | 978-4-09-854020-4 | —                      | —                    |
| 32                                                                                           | Ngày 18 tháng 6, 2025  | 978-4-09-854151-5 | —                      | —                    |
| 33                                                                                           | Ngày 18 tháng 9, 2025  | 978-4-09-854239-0 | —                      | —                    |
| Mã ISBN tiếng Việt được lấy từ Cục Xuất bản, In và Phát hành - Bộ thông tin và truyền thông. |                        |                   |                        |                      |

### Anime
Mùa đầu tiên của series anime chuyển thể được công bố vào ngày 4 tháng 3 năm 2020. Series được sản xuất bởi studio Seven Arcs và được đạo diễn bởi Ikehata Hiroshi, với Hyodo Kazuho viết kịch bản. Sasaki Masakatsu phụ trách thiết kế các nhân vật, và Endō sáng tác nhạc. Anime được lên sóng trên Tokyo MX từ tháng 10 năm 2020. Bộ phim đồng thời cũng được phát hành trên nền tảng xem phim trực tuyến Crunchyroll và khả dụng với gói trả phí.
Một tập OVA mang tên Tonikaku Kawaii ~SNS~ đã được phát hành vào ngày 18 tháng 8 năm 2021. Một tập phim mới của anime có tên "Seifuku" đã được phát hành trực tuyến vào ngày 22 tháng 11 năm 2022 thay vì dự tính ban đầu là mùa hè. Mùa thứ 2 phát sóng vào ngày 8 tháng 4 năm 2023, được phát trực tuyến trên Crunchyroll.

## Đón nhận
Bộ truyện tranh đã có hơn 250.000 bản lưu hành kể từ tháng 10 năm 2018,, hơn 400.000 bản lưu hành vào tháng 2 năm 2019, và hơn 1 triệu bản lưu hành vào tháng 10 năm 2019.
Năm 2019, Tonikaku Kawaii là một trong bộ truyện chiến thắng trong Giải thưởng Manga Tsugi ni Kuru lần thứ 5 trong hạng mục truyện in.